# El mago (pel·lícula de 1949)
El mago és una pel·lícula de comèdia mexicana de 1949 dirigida per Miguel M. Delgado i protagonitzada per Cantinflas, Leonora Estimar i José Baviera. Està doblada al català.

## Argument
En un país del llunyà orient, el rei d'un poble acaba de morir. Els seus ministres es veuen obligats a buscar al príncep hereu, el qual viu a Mèxic des dels 5 anys amb finalitats de protecció. A la comitiva que busca portar al nou rei també va un ministre que és aliat del germà del recentment mort. Aquest últim intenta matar al príncep perquè pugui quedar-se amb el poder.
Mentrestant, a Mèxic el príncep treballa com un mag que descobreix el passat de la gent i endevina el seu futur. Després de molt treballar i atendre clients, el príncep se sent molt malalt i un metge li aconsella que descansi uns dies sense necessitat de deixar el negoci. Per a això li recomana que contracti un doble amb una empresa dedicada a això. Així, mentre està de vacances una altra persona idèntica a ell atendrà als seus clients.

## Repartiment
- Cantinflas com Cantinflas / fals mag Krishnar
- Leonora Amar com Jeanette
- José Baviera com mag Krish
- Ernesto Finance com Makazar
- Alejandro Cobo com cap dels segrestadors
- Pepe Martínez com ministre d'Arichi
- Miguel Manzano com Serafín.
- Amparo Arozamena com clienta del mag Krishnar.